# ماتیفانت
ماتیفانت (به انگلیسی: Mottisfont) یک روستا و محله مدنی در بریتانیا است که در Test Valley واقع شده‌است. ماتیفانت ۳۵۱ نفر جمعیت دارد.